# Riga Arena
Pour les articles homonymes, voir Riga (homonymie).
La Riga Arena (en letton Arēna Rīga) est une enceinte sportive située à Riga, en Lettonie.
Elle est principalement utilisée pour le hockey sur glace et le basket-ball. Elle peut accueillir 14 500 personnes et sa construction a été achevée en 2006.

## Histoire
Elle a accueilli le championnat du monde de hockey sur glace 2006 avec la Skonto Arena.

## Évènements
- Championnat du monde de hockey sur glace 2006
- Superfinale de la Coupe Continentale de hockey sur glace 2007-2008, 4 au 6 janvier 2008
- Championnat d'Europe de basket-ball féminin 2009
- 4e Match des étoiles de la Ligue continentale de hockey
- Un groupe de la phase de poules du Championnat d'Europe de basket-ball 2015
- Masters de Riga de snooker
- Finale à quatre de la Ligue des champions de futsal de l'UEFA 2021-2022[2].

## Galerie

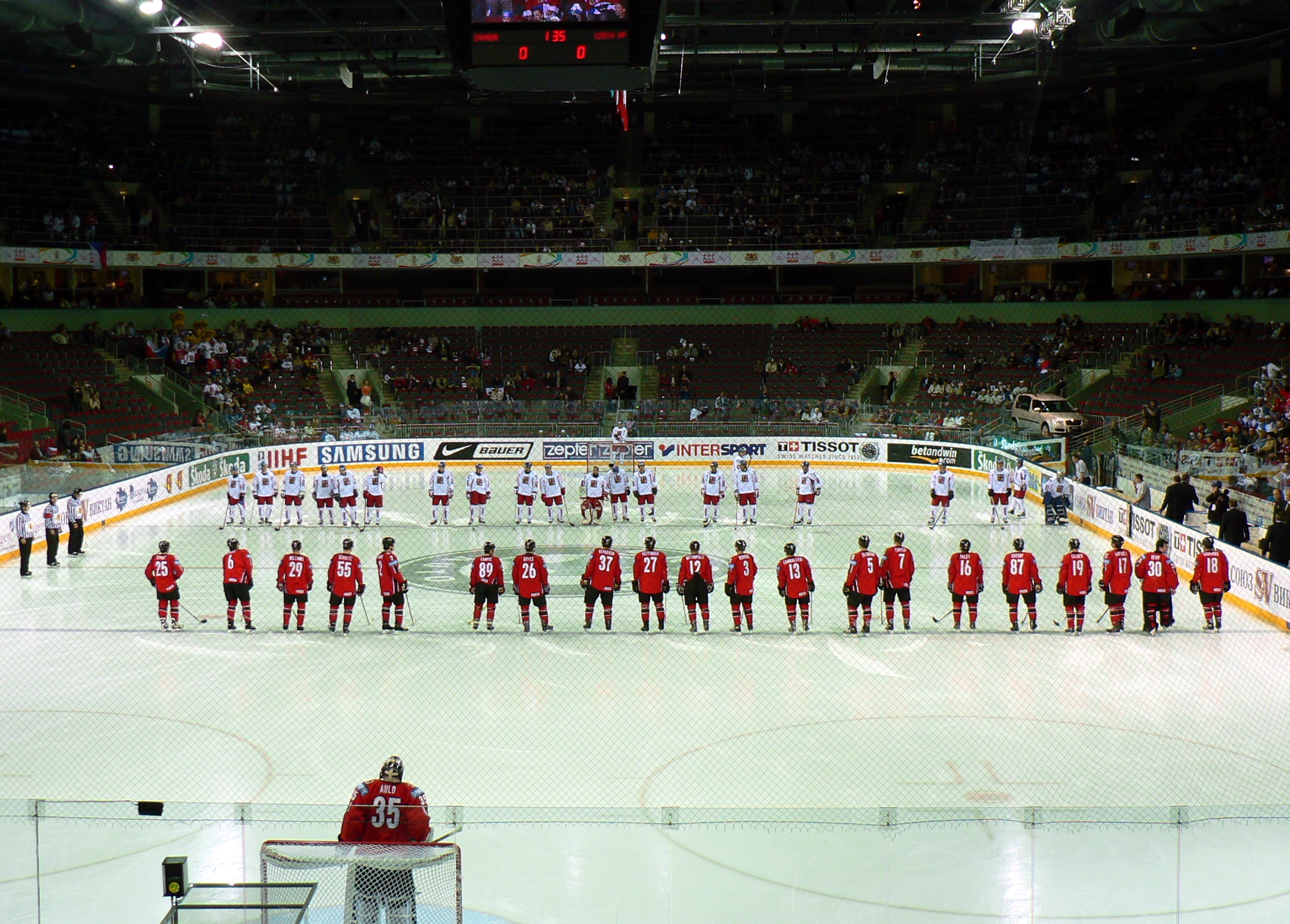
Vue intérieure